# Iolella laciniata
Iolella laciniata is een pissebed uit de familie Janiridae. De wetenschappelijke naam van de soort is voor het eerst geldig gepubliceerd in 1872 door Sars.